# Parc Nacional de Katavi

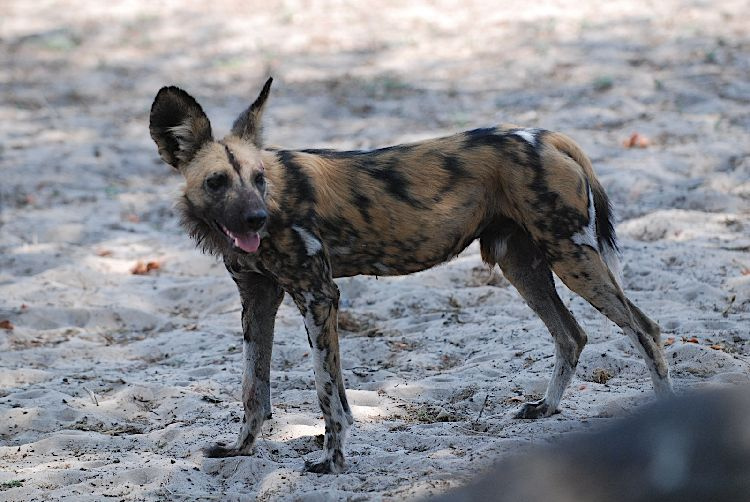
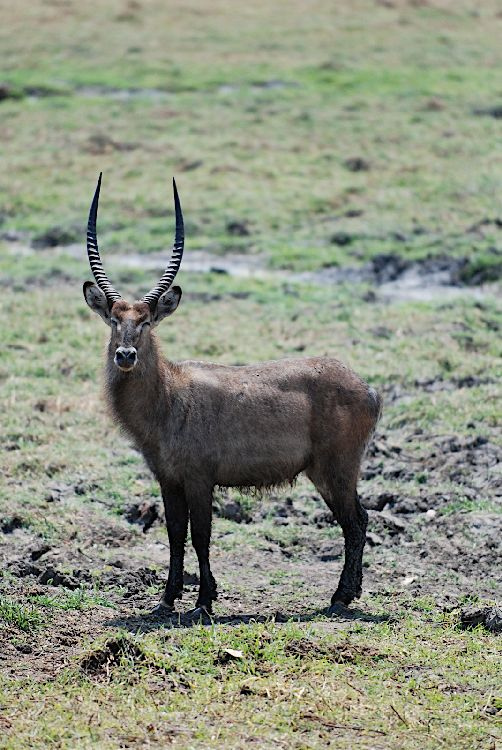
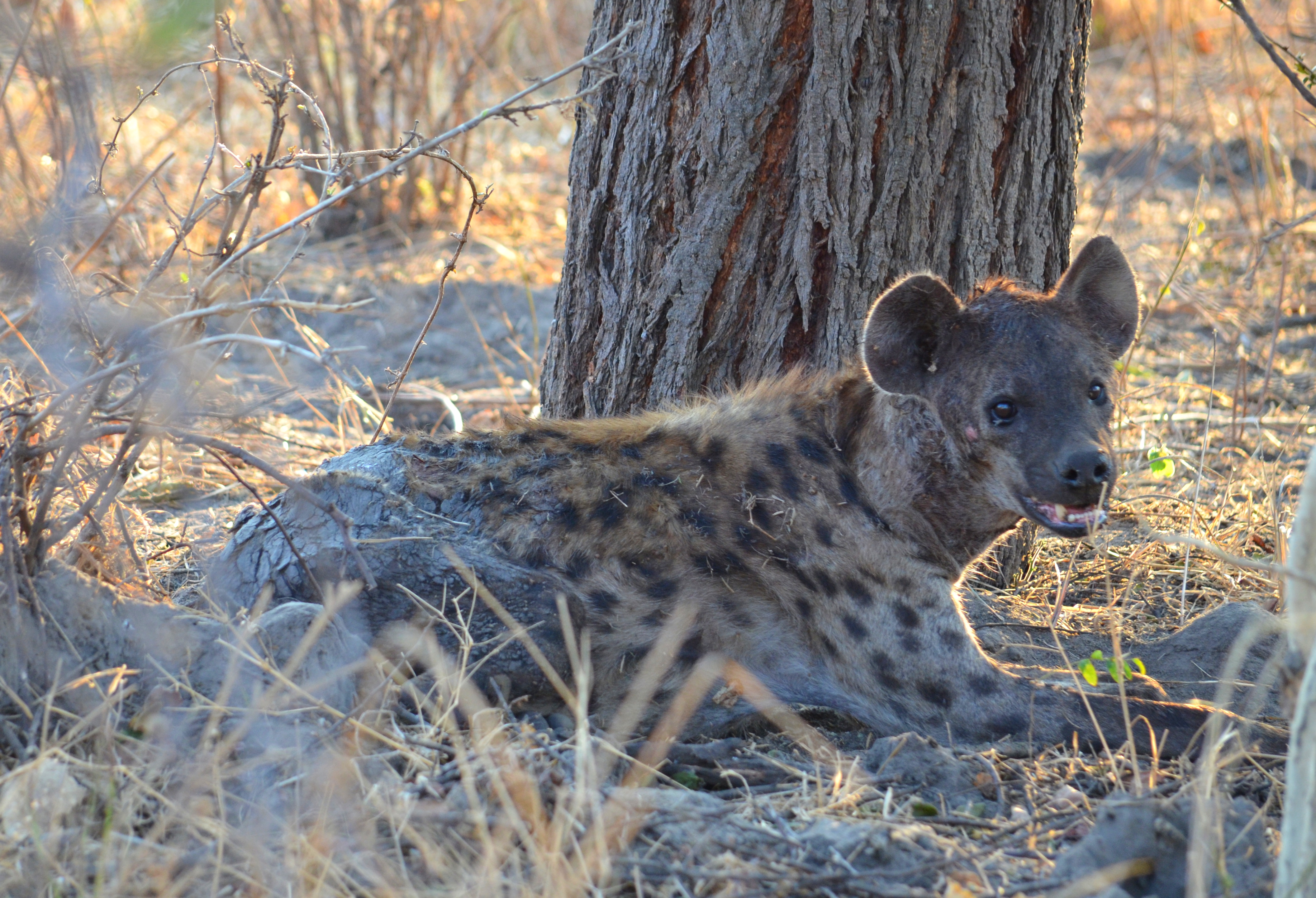
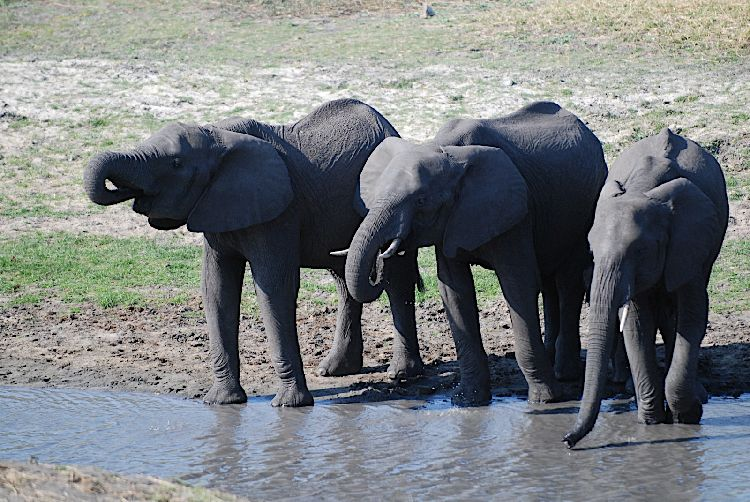
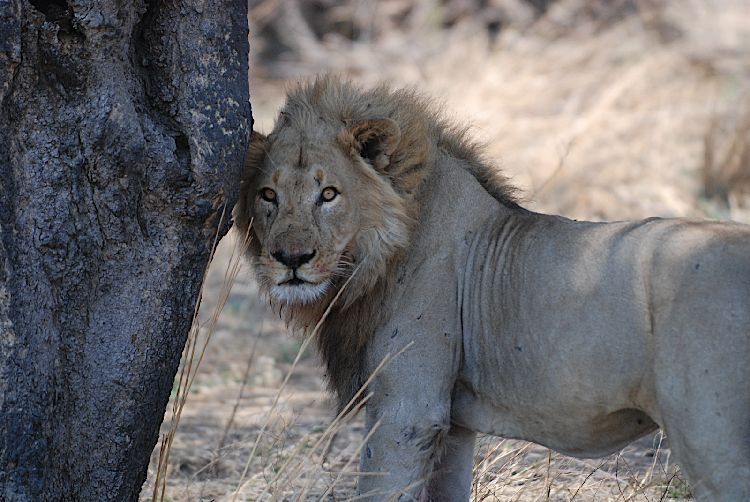

El Parc Nacional de Katavi és un parc nacional de Tanzània creat l'any 1974 i es troba a la regió de Katavi. És un parc molt remot que es visita amb menys freqüència que altres parcs nacionals del país. Té una superfície aproximada de 4.471 quilòmetres quadrats, la qual cosa el converteix en el tercer parc nacional més gran de Tanzània. El parc engloba el riu Katuma i les planes inundables estacionals del llac Katavi i el llac Chada.

## Fauna
Les característiques de la vida salvatge inclouen grans ramats d'animals, especialment de búfals cafres, zebres, girafes i elefants, a més al llarg del riu Katuma, hi ha cocodrils i hipopòtams que durant les estacions seques anuals produeixen forats de fang on si poden trobar centenars d'ells. Els animals carnívors que deambulen per aquest parc són els guepards, els gossos salvatges, les hienes, els lleopards i els lleons. Algunes fonts afirmen una biodiversitat molt alta al parc, tot i que també hi ha informes de declivi de la fauna salvatge a causa de la caça il·legal i la caça furtiva, presumiblement per al sosteniment de la "carn de boscos". L'àrea al sud-est del parc prop del llac Txada tenia el nombre de mamífers més alt.

## Visitants
El nombre anual de visitants al parc és extremadament baix en comparació amb els parcs més coneguts, poc per sobre dels 1.500 visitants estrangers d'un total de 900.000 registrats a tot el sistema de parcs nacionals de Tanzània durant el 2012/13. Una enquesta de les habitacions reals venudes pels allotjaments d'estil safari disponibles podria revelar el nombre, però en funció del recompte total d'habitacions i la durada de la temporada, també es pot estimar un límit superior. A més d'un càmping públic a partir de 2013, només hi havia tres campaments permanents permesos per funcionar a Katavi, és a dir, el Mbali Mbali Katavi Lodge i el Foxes a la plana de Katuma i els Txada a la plana de Txada. Aquests campaments tenen un límit d'aforament de visitants d'aproximadament una dotzena cadascun.
L'arribada a Katavi per als visitants normalment és organitzat pel campament d'acollida, amb un dels serveis de vol xàrter disponibles operat per Zantas Air Services o Safari Air Link. Tots els vols tenen l'aterratge en una pista de terra amb serveis mínims.

## Oficial
Parc Nacional de Katavi - Lloc web oficial